# La otra familia
La otra familia es una película de drama familiar del 2011 protagonizada por Jorge Salinas, junto a Luis Roberto Guzmán, Bruno Loza, Ana Serradilla y Nailea Norvind. Fue dirigida y escrita por Gustavo Loza. La película fue producida por la compañía Río Negro Producciones y por Barracuda Films (entre cuyas producciones figuran No eres tú, soy yo con el actor Eugenio Derbez, Sexo, pudor y lágrimas, donde ya había actuado Jorge Salinas, y La habitación azul entre otras), y fue distribuida por 20th Century Fox. La filmación comenzó en 2010 en Saltillo, Coahuila, México, y fue estrenada el 25 de marzo de 2011.

## Argumento
Hendrix es un niño de 7 años, quien vive con Nina, su madre drogadicta. Y a una pareja homosexual, Jean-Paul y José María, quienes llevan una prospera relación de varios años. Debido a la adicción de Nina deja en abandono a su hijo, quien es rescatado del departamento de su madre por Ivana, una amiga de ella. Así comienza la travesía por decidir el futuro de Hendrix, mientras intentan que Nina supere su adicción siendo recluida. Pero los problemas para Hendrix apenas comienzan. Ivana contacta con Jean-Paul para que cuide del niño. A partir de aquí vemos como convergen una serie de opiniones acerca de con quién debe quedarse Hendrix: su madre drogadicta y su novio, quienes no pueden ofrecer una economía estable e incluso pretenden venderlo, una pareja homosexual que le ofrece un futuro cómodo y una familia amorosa, un orfanato del gobierno, o una pareja heterosexual que compraría de forma ilegal al niño. Todos opinan sobre el futuro de Hendrix, pero ¿quién o qué tienen la última palabra sobre ello?. La trama no duda en mostrar la realidad respecto a dichos temas, y lo hace con un enfoque totalmente certero. La historia pretende hacerle razonar al espectador sobre lo que debe ser considerado una familia.

## Reparto
- Jorge Salinas — Jean-Paul Jaubert
- Luis Roberto Guzmán — José María "Chema" Fernández
- Ana Serradilla — Ivana
- Bruno Loza — Hendrix Montoya Cabrera
- Nailea Norvind — Nina Cabrera
- Mario Zaragoza — "El Caimán"
- Silverio Palacios — Gabino
- Dominika Paleta — Luisa
- Andrés Almeida — Patricio "El Patrick" Montoya
- Alejandro Calva — Padre Tomás
- Juan Ríos Cantú — Agustín
- Ana Soler — Gloria
- Luis Gerardo Méndez — George
- Carmen Salinas — Doña Chuy
- Ximena Herrera — Amante Agustín
- Luis Couturier — Padre de Agustín
- Patricia Conde — Mamá de Luisa
- Sharon Zundel — Maestra Escuela
- Susana Garfel — Micaela (vecina Nina)
- Jorge Eduardo García — Pablito
- Ricardo Kleinbaum — Abogado de Jean-Paul
- Miguel Couturier — Político
- Esteban Soberanes — Padre de Familia
- Luz Elena Silva — Psicóloga
- Javier Solórzano — Javier Solórzano
- Jaime Vega —  Médico Legista
- Alex Bakalarz — Dr. Gringo
- Hugo Albores — Guardia del centro de rehabilitación
- Enrique Arreola — Agente MP1
- Veronia Ferro — Recepcionista

## Crítica
La película recibió 4 de 5 estrellas que otorga la revista especializada Cine Premiere en donde se destaca la actuación de Nailea Norvind. La cuarta película del director Gustavo Loza es un digno debut del cine comercial mexicano en la temática LGBT, que llega a reforzar que homosexuales y lesbianas pueden formar una familia.

## Guion
El guion de la película estuvo a cargo de Javier Luna Ávila, quien, a su vez, debutó con este largometraje, y por un selecto grupo de jóvenes guionistas, rodándose durante el 2010.

## Banda sonora
Benny Ibarra compuso e interpretó un tema exclusivo para la película, «Tu amor», del que también se hizo un videoclip.